# Dumitru Popescu
Dumitru Popescu ( Turnu Măgurele, distrito de Teleorman, 18 de abril de 1928 - 22 de noviembre de 2024) fue un periodista, escritor y político rumano, miembro del Partido Comunista Rumano. Entre 1969 y 1974 fue miembro del Secretariado y del comité ejecutivo del Comité Central (CC) del PCR y desde 1974 a 1989 fue miembro del comité político ejecutivo del CC. Además de sus muchos años de actividad periodística y política, Popescu fue autor de numerosos ensayos y relatos de viajes.

## Biografía
Popescu se unió a la Unión de Juventudes Comunistas (UTC) en 1948. Entre 1950 y 1956 fue editor de la revista Contemporanul, órgano del partido. Durante este tiempo completó estudios en el Instituto de Economía y Planificación de Bucarest. En noviembre de 1955 se convirtió en miembro del entonces Partidul Comunist din România (PCR) y en 1956 completó estudios adicionales en la Universidad de Ciencias Sociales “ Andréi Zhdánov ”.
En julio de 1956, Popescu pasó a ser redactor jefe del diario Scânteia Tineretului, el órgano de la Unión de Jóvenes Trabajadores ( Uniunea Tineretului Muncitor, sigla UTM ), surgida de la UTC. Luego asumió el cargo de director general de la agencia de noticias y prensa AGERPRES ( Agenția Națională de Presă ) en 1960, cargo que ocupó hasta el 29 de junio de 1962. Con posterioridad, fue vicepresidente de la Oficina Ejecutiva del Comité Estatal para la Cultura y las Artes, entre el 29 de junio de 1962 y el 6 de febrero de 1965.
En 1965 fue elegido miembro de la Gran Asamblea Nacional (Marea Adunare Națională) por primera vez y fue miembro hasta el 22 de diciembre de 1989. Representó allí al distrito electoral de Făget hasta 1969, luego al distrito electoral de Arad-Sud entre 1969 y 1975 y al distrito electoral de Alba-Iulia de 1975 a 1980, antes de representar finalmente al distrito electoral de Copou de 1980 a 1985 y entre 1985 y el 22 de diciembre de 1989 al distrito electoral de Reghin. Durante su estancia en el parlamento, se desempeñó temporalmente como vicepresidente de la Comisión de Asuntos Exteriores y como miembro de la Comisión Interparlamentaria Nacional.

### Redactor jefe deScânteia, miembro del Comité Central y secretario del Comité Central
Luego, Popescu se convirtió en editor jefe del diario Scânteia, órgano central del PCR, en 1965 y ocupó este cargo hasta 1968. Se convirtió en candidato al Comité Central en el noveno congreso del PCR, del 19 al 24 de julio de 1965. El 12 de agosto de 1969 pasó a ser miembro del Comité Central del PCR, donde permaneció hasta la Revolución rumana del 22 de diciembre de 1989. Al mismo tiempo, pasó a ser miembro de la Secretaría del Comité Central del PCR, habiendo ocupado el cargo de Secretario del Comité Central desde diciembre de 1968, así como miembro del Comité Ejecutivo del Comité Central y fue miembro de estos comités, hasta el 28 de noviembre de 1974.
Al mismo tiempo, fue Presidente del Consejo Nacional de la emisora Radioteleviziunii Române por primera vez entre el 18 de marzo y el 15 de septiembre de 1971, antes de ser Presidente del Consejo de Cultura y Educación Socialistas desde el 15 de septiembre de 1971 al 8 de noviembre de 1976. Al mismo tiempo, ocupó el cargo de Presidente del Comité Estatal de Cultura y Arte desde el 24 de septiembre de 1971 y también fue miembro del Consejo Nacional del Frente Socialista Único (Frontului Unitâții Socialiste, FUS), organización encargada de confeccionar las listas de candidatos a los simulacros de elecciones desde 1971.

### Miembro del Comité Ejecutivo Político
En el undécimo congreso del PCR, del 24 al 27 de noviembre de 1974, Popescu se convirtió en miembro del Comité Político Ejecutivo del Comité Central y fue miembro de este máximo órgano de dirección del partido hasta la revolución rumana del 22 de diciembre de 1989, con el derrocamiento de Nicolae Ceaușescu.
Con anterioridad, volvió a ser presidente del Consejo Nacional de la emisora Radioteleviziunii Române del 8 de noviembre de 1976 al 25 de agosto de 1978 y actuó nuevamente como Secretario del Comité Central a partir del 26 de diciembre de 1977 y como tal también fue jefe del el departamento de prensa del Comité Central y el Comité de Prensa y publicaciones, que también trabaja para los órganos centrales del partido Scânteia y Era Socialistă, la agencia de prensa y noticias AGERPRES, pero también relaciones con organizaciones de masas y no gubernamentales.
Más recientemente, Popescu fue rector de la Academia Ștefan Gheorghiu, la Academia de Ciencias Sociales y Políticas, desde 1981 hasta la Revolución Rumana del 22 de diciembre de 1989.

### Distinciones
Popescu recibió numerosos premios de las autoridades comunistas, entre otros, la Orden del Trabajo de Tercera Clase (Ordinul Muncii) en 1957, la Orden del Trabajo de Segunda Clase en 1959, la Estrella de la República Popular de Rumania de Cuarta Clase en 1964, y la Estrella de la República Popular de Rumania de Cuarta Clase en 1966, la Orden de Tudor Vladimirescu de Tercera Clase en 1971, la Estrella de Primera Clase de la República Socialista de Rumania, la Orden del Trabajo de Primera Clase en 1981, la Orden 23 de Agosto de Primera Clase (Ordinul 23 de agosto) en 1981 y la 40ª Medalla en 1984.

## Publicaciones
Además de sus muchos años de actividad periodística y política, Popescu también fue autor de numerosas novelas, ensayos y relatos de viajes. Entre sus publicaciones más conocidas se encuentran:
- Impresii de Călător. Príncipe Egipto, Irak y Cuba , informes de viaje, 1962
- Drumuri europene, informes de viajes, 1965
- ¡Biletul la control! , Ensayos, 1968
- Pentru cel ales, poemas, 1968
- Un om în Agora, poemas, 1972
- Ieșirea din labirint, Ensayos, 1973
- Gustul sîmburelui, poemas, 1974
- Raza de cobalto, poemas, 1979
- Pumnul și palma, trilogía de novelas, 1980-1982 ( Odimineață înșelâtoare, volumen 1, 1980; Ochiul ci clopului, volumen 2, 1981, Marșul cariatidelor, volumen 3, 1982)
- Muzeul de ceară, novela, 1984
- Cenușa din ornic, novela, 1988
- Insomnio dra gonului, poemas, 1989